# Arte e menzogne
Arte e menzogne è un romanzo della scrittrice britannica Jeanette Winterson, pubblicato per la prima volta nel 1994. In Italia è stato pubblicato per la prima volta nel 1996.

## Edizioni

### Edizioni in italiano
- Jeanette Winterson, Arte e menzogne: composizione per tre voci e una mezzana, traduzione di Chiara Spallino Rocca, A. Mondadori, Milano 1996 ISBN 88-04-40209-1
- Jeanette Winterson, Arte e menzogne: composizione per tre voci e una mezzana, traduzione di Chiara Spallino Rocca, A. Mondadori, Milano 1999 ISBN 88-04-46867-X